# Deutsche Volleyball-Bundesliga 1987/88 (Frauen)
Die Saison 1987/88 der Volleyball-Bundesliga war die zwölfte Ausgabe dieses Wettbewerbs. Bayern Lohhof konnte seinen Titel aus dem Vorjahr verteidigen und wurde zum sechsten Mal Deutscher Meister. Köln und Rüsselsheim mussten absteigen, Türk Gücü München zog sich nach der Saison zurück.

## Mannschaften
In dieser Saison spielten zehn Mannschaften in der Bundesliga:
- TSV Rudow Berlin
- CJD Feuerbach
- Post SV Köln
- Bayern Lohhof
- SV Türk Gücü München
- USC Münster
- VfL Oythe
- TG Rüsselsheim
- VC Schwerte
- TSV Vilsbiburg

Als Titelverteidiger trat Bayern Lohhof an. Aufsteiger waren der SV Türk Gücü München und der Post SV Köln.

## Tabelle Hauptrunde
|     | Verein                   | Punkte | Sätze |
| --- | ------------------------ | ------ | ----- |
| 1.  | CJD Feuerbach (P)        | 34:2   | 53:9  |
| 2.  | Bayern Lohhof (M)        | 34:2   | 52:9  |
| 3.  | SV Türk Gücü München (N) | 22:14  | 40:25 |
| 4.  | VC Schwerte              | 20:16  | 35:32 |
| 5.  | TSV Rudow Berlin         | 18:18  | 32:36 |
| 6.  | USC Münster              | 16:20  | 33:34 |
| 7.  | VfL Oythe                | 14:22  | 28:38 |
| 8.  | TSV Vilsbiburg           | 14:22  | 26:37 |
| 9.  | TG Rüsselsheim           | 6:30   | 17:51 |
| 10. | Post SV Köln (N)         | 2:34   | 8:53  |

## Tabelle Endrunde
Die vier bestplatzierten Mannschaften der Hauptrunde bestritten die Endrunde. Die in der Hauptrunde erzielten Punkte wurden halbiert in die Endrunde mitgenommen.
|    | Verein                   | Punkte | Sätze |
| -- | ------------------------ | ------ | ----- |
| 1. | Bayern Lohhof (M)        | 27:3   | 69:13 |
| 2. | CJD Feuerbach (P)        | 27:3   | 68:17 |
| 3. | SV Türk Gücü München (N) | 13:17  | 48:50 |
| 4. | VC Schwerte              | 12:18  | 38:48 |

|     | Absteiger in die 2. Bundesliga bzw. Rückzug |
| (M) | Meister der Vorsaison                       |
| (P) | Pokalsieger der Vorsaison                   |
| (N) | Aufsteiger aus der 2. Bundesliga            |